# Лиан Лембъргър
Лиан Лембъргър (на английски: LeAnn Lemberger) е американска писателка на бестселъри в жанра съвременен романс, исторически романс и документалистика. Пише под псевдонима Лий Майкълс (на английски: Leigh Michaels).

## Биография и творчество
Лиан Лембъргър е родена на 27 юли 1954 г. в Айова, САЩ. Израства във ферма в област Гътри. Като тийнейджър Лиан чете много любовни романи. Пише първия си романс докато е на 15 г., но резултатът не ѝ харесва и тя го изгаря.
През 1972 – 1975 г. учи в Университета Дрейк в Де Мойн, Айова, с бакалавърска степен по журналистика. Получава наградата „Хърст“ за писането си като студент. Омъжва се за Майкъл Лембъргър, художник-фотограф.
Лиан изгаря пет свои ръкописа преди издателство „Harlequin“ да приеме през 1983 г. първия за публикация. Романсът ѝ „On September Hill“ излиза през 1984 г. под псевдонима Лий Майкълс.
Оттогава тя е автор на над 100 романа. Тя пише сладки, традиционни романси, чието действие се развива в намиращи се в Средния Запад малки градове, като подчертава важността на семейните ценности. Произведенията ѝ са преведени на над 20 езика и са издадени в над 30 милиона екземпляра по целия свят.
Има множество номинации за наградата РИТА на Асоциацията на Писателите на романси на Америка за съвременните ѝ романси. През 2003 г. е удостоена с наградата „Johnson Brigham“ от Библиотечната асоциация на Айова за изключителен принос към литературата.
Лиан преподава писане на романси по Интернет за „Gotham Writers' Workshop“ от 2001 г., участва на семинари като асоцииран професор в Университета на Айова, и на други места. Член е на организацията „Автори на романси помагащи автори на романси“. Има няколко книги на тема писането на романси. Носител е на наградата „Tender Heart“ за помощта си към другите писатели. Публикува и статии в „Digest Writer“ и „The Writer“.
Лиан Лембъргър живее със съпруга си в Отумва, Айова.

## Произведения

### Самостоятелни романи
- On September Hill (1984)
- Deadline for Love (1985)
- Come Next Summer (1985)
- Dreams to Keep (1985)
- Wednesday's Child (1985)
- Leaving Home (1985)
- Capture a Shadow (1986)
- Brittany's Castle (1986)
- Carlisle Pride (1987)
- Rebel with a Cause (1987)
- Strictly Business (1987)
- Close Collaboration (1988)
- Just a Normal Marriage (1988)
- Shades of Yesterday (1988)
- Let Me Count the Ways (1988)
- With No Reservations (1989)
- An Imperfect Love (1990)
Неочаквана развръзка, изд. „Арлекин България“ (1995), прев. Искра Велинова
- Promise Me Tomorrow (1990)
Неизречено обещание, изд. „Арлекин България“ (1993), прев.
- Temporary Measures (1991)
Неочакван обрат, изд. „Арлекин България“ (1994), прев. Ирина Казакова
- Old School Ties (1992)
Не казвай сбогом, изд. „Арлекин България“ (1993), прев. Марина Пешева
- Safe in My Heart (1993)
В плен на сърцето, изд. „Арлекин България“ (1993), прев. Ирина Казакова
- Ties That Blind (1993) – номинация за РИТА
Люлякът и розата, изд. „Арлекин България“ (1993), прев. Рени Димитрова
- The Lake Effect (1993) – номинация за РИТА
Магията на езерото, изд. „Арлекин България“ (1994), прев. Теодора Котева
- A Singular Honeymoon (1994)
- Traveling Man (1994) – номинация за РИТА
Любов в кадър, изд. „Арлекин България“ (1995), прев. Борис Дамянов
- The Only Solution (1994)
- House of Dreams (1994)
- Marrying the Boss! (1996)
- Dialogue Ain't Cheap (1998)
- The Men in My Life (1998)
- The Problem with Conflict (1998)
- Her Husband to Be (1999)
- Unraveling the Romance (1999)
- Tempting a Tycoon (1999)
- His Trophy Wife (2001)
- Backwards Honeymoon (2001)
- Bride by Design (2002)
- The Bride Assignment (2003)
- Assignment: Twins (2004)
- The Tycoon's Proposal (2006)
- Some Kind of Hero (2009)
- The Mistress' House (2011)
- Just One Season in London (2011)
- The Wedding Affair (2011)
- The Birthday Scandal (2012)
- Return to Amberley (2012)
- Gentleman in Waiting (2014)

### Поредица „Братя Логан“ (Logan Brothers)
1. The Grand Hotel (1984)
2. Touch Not My Heart (1985)

### Поредица „Тайлър“ (Tyler / Royalel)
1. O'Hara's Legacy (1986)
2. A New Desire (1988)
3. The Unlikely Santa (1995) – номинация за РИТА

### Поредица „Спринг Хил“ (Springhill)
1. Sell Me a Dream (1986)
Продавачка на мечти, изд. „Арлекин България“ (1992), прев. Александър Малячки
2. Once and for Always (1989)
3. An Uncommon Affair (1990)
Необикновено наследство, изд. „Арлекин България“ (1995), прев. Стоянка Сербезова
4. The Best Made Plans (1992)
5. Family Secrets (1994)

### Поредица „Семейство Маккена“ (McKenna Family)
1. No Place Like Home (1988)
2. A Matter of Principal (1989)
3. Garrett's Back in Town (1991)
4. The Unexpected Landlord (1992)
Ефектът на доминото, изд. „Арлекин България“ (1993), прев. Людмила Верих
5. Dating Games (1993)

### Поредица „Свети Валентин“ (San Valentin!)
1. The Perfect Divorce! (1997)
2. The Fake Fiance! (1997)

### Поредица „Да намериш правилния“ (Finding Mr. Right)
1. The Billionaire Date (1998)
2. The Playboy Assignment (1998)
3. The Husband Project (1998)

### Поредица „Наемане на правилната“ (Hiring Ms. Right)
1. Husband on Demand (2000)
2. Bride on Loan (2000)
3. Wife on Approval (2000)

### Участие в серии романи с други писатели

#### Поредица „Мъже: Произведено в Америка 2“ (Men: Made in America 2)
15. Kiss Yesterday Goodbye (1984)
от серията има още 49 романа от различни автори

#### Поредица „Американски герои: Против всички очаквания“ (American Heroes: Against All Odds)
15. Exclusively Yours (1985)
от серията има още 49 романа от различни автори

#### Поредица „Деца и целувки“ (Kids and Kisses)
- Family Secrets (1994)

от серията има още 18 романа от различни автори

#### Поредица „Продадено с целувка“ (Sealed with a Kiss)
- Invitation to Love (1994)

#### Поредица „Правила и привилегии“ (Pages & Privileges)
- Taming a Tycoon (1995)

от серията има още 25 романа от различни автори

#### Поредица „Дръж се за героя“ (Holding out for a Hero)
- The Only Man for Maggie (1996)
- The Daddy Trap (1996) – номинация за РИТА

от серията има още 9 романа от различни автори

#### Поредица „Бейби бум“ (Baby Boom)
- Baby You're Mine! (1997)

#### Поредица „Бащин бум“ (Daddy Boom)
- The Tycoon's Baby (1999)

от серията има още 7 романа от различни автори

#### Поредица „Почти оженени“ (Nearlyweds)
- The Bridal Swap (1999)

#### Поредица „Бракът на шефа“ (Marrying the Boss)
- The Boss and the Baby (1999) – номинация за РИТА
- The Corporate Wife (2000)

от серията има още 4 романа от различни автори

#### Поредица „Отиване до олтара: Сватбено тържество“ (Walk Down the Aisle: Wedding Celebration)
- A Convenient Affair (2001)

#### Поредица „От девет до пет“ (Nine to Five)
- The Boss's Daughter (2002)
- The Marriage Market (2003)
- The Takeover Bid (2004)
- The Corporate Marriage Campaign (2005)

от серията има още 48 романа от различни автори

#### Поредица „За да го подкрепяте“ (To Have and to Hold)
- Maybe Married (2002)

от серията има още 11 романа от различни автори

#### Поредица „Какво искат жените!“ (What Women Want!)
- The Billionaire Bid (2003)
- Part-time Fiance (2003)
- The Husband Sweepstake (2004)

от серията има още 3 романа от различни автори

### Новели
- The Tattooed Lady (2010)
- Wedding Daze (2011)
- An Affair for the Season (2014)
- Ruining the Rake (2014)
- An Unlucky Match (2015)
- Her Wedding Wager (2015)

### Сборници новели и разкази
- Some kind of hero, в My Valentine (1992) – с Катрин Артър, Деби Макомбър и Пеги Никълсън
Бленуваният идол в „Празници на любовта“, изд. „Арлекин България“ (1994), прев. Катя Георгиева
- A Man for Mum: Four Stories in One (1999) – с Пени Джордан
- Mothers-to-be (1999) – с Ема Дарси и Лин Греъм
- A Tender Christmas (2000) – с Лиз Филдинг и Ема Голдрик
- Switched at the Altar (2001) – с Миранда Лий, Сюзън Нейпиър и Ребека Уинтърс
- Bachelors' Babies (2001) – с Лин Греъм и Шарън Кендрик
- Temporary Santa (2003) – с Кати Гилън Такър
- Billionaire Grooms (2006) – с Ема Дарси и Сара Ууд
- Bewitched by the Boss (2006) – с Алисън Фрейзър и Шарлот Лам
- Wedding Bells (2007) – с Сюзън Фокс и Марион Ленокс
- Taken by the Boss (2009) – с Карол Мортимър и Кати Уилямс
- Hired: A Bride for the Boss (2009) – с Ема Дарси и Сюзън Майер
- Tycoon's Choice (2010) – с Кетрин Рос и Лий Уилкинсън
- Small Town Girls (2015)
- Falling for the Boss (2015)

### Документалистика
- Writing the Romance Novel (1996)
- A Taste of Love (1998)
- Writing the Romance Novel: Updated (1999)
- Creating Romantic Characters: Bringing Life to Your Romance Novel (2002)
- On Writing Romance: How to Craft a Novel That Sells (2007)
- Come, Let Us Journey: The Installation Of Bishop Martin J. Amos (2009) – с Майкъл Лембъргър
- Focus On Photos (2009) – с Майкъл Лембъргър
- Saint Patrick's: Georgetown Iowa (2009) – с Майкъл Лембъргър
- St. Joseph Hospital: School Of Nursing And X-Ray Technology 1914 – 1971 (2009) – с Майкъл Лембъргър
- 1904 St. Louis World's Fair (2009) – с Майкъл Лембъргър
- Writing Between the Sexes (2010)
- Start Writing Romance (2012)
- On the Riverfront (2014) – с Майкъл Лембъргър
- Meet Me at the Fair (2014) – с Майкъл Лембъргър
- The Dahls' House (2015)
- Disaster at Ottumwa Iowa (2015)